# سردشت (فارس)
سردشت (بالفارسية: سردشت) (بالإنجليزية: Sar Dasht)‏، قرية في قسم درزوسابيان الريفي، الناحية المركزية، مقاطعة لارستان، محافظة فارس، إيران. يبلغ عدد سكانها حسب إحصاء عام 2006 ميلادية 161 نسمة في 32 عائلة.